# Stadio Olimpico (Seul)
Lo stadio olimpico di Seul (서울올림픽주경기장?, 서울올림픽主競技場?, Seoul Ollimping Ju GyeonggijangLR, Sŏul Ollimp'ing Chu KyŏnggijangMR), conosciuto anche come Jamsil Olympic Stadium (Stadio Olimpico Jamsil) è uno stadio situato a Seul (Corea del Sud).

## Storia
L'impianto è stato costruito con la funzione di stadio olimpico in occasione dei Giochi della XXIV Olimpiade. La sua forma era ispirata sia alle Navi tartaruga, le corazzate coreane che sconfissero le invasioni giapponesi che alle porcellane verdi celadon (dinastia Joseon).
Il progetto fu affidato all'architetto Kim Swoo Geun e conteneva inizialmente 100 000 posti a sedere (successivamente ridotti, attualmente può contenerne 69 950). La costruzione è iniziata nel 1977, in novembre. L'inaugurazione è stata il 29 settembre 1984.
Oltre ad aver ospitato molte manifestazioni sportive è stato la sede in cui la nazionale di calcio sudcoreana disputava le proprie partite interne tra il 1984 ed il 2000, poi sostituito dal Seoul World Cup Stadium (occasionalmente però la nazionale gioca ancora nel vecchio stadio). Attualmente è sede del club Seoul E-Land FC, militante nella K League Challenge (seconda divisione del campionato sudcoreano).

## Manifestazioni
Nell'arco della sua storia lo stadio ha ospitato manifestazioni sportive e concerti:
- i X Giochi asiatici del 1986, dal 20 settembre al 5 ottobre 1986
- i Giochi della XXIV Olimpiade del 1988, dal 17 settembre al 2 ottobre 1988.
- l'HIStory World Tour di Michael Jackson con due concerti sold out, l'11 e il 13 ottobre 1996.
- il concerto di beneficenza Michael Jackson & Friends, organizzato da Michael Jackson con la partecipazione di artisti internazionali, il 25 giugno 1999.
- il Born This Way Ball di Lady Gaga, il 27 aprile 2012.

Per i Giochi olimpici, ha ospitato le cerimonie, l'atletica leggera, il salto ostacoli (equitazione). Gelindo Bordin vinse nello stadio l'ultima medaglia d'oro della competizione, quella della maratona.